# 波斯塔菲布雷诺
波斯塔菲布雷诺（義大利語：Posta Fibreno），是意大利弗罗西诺内省的一个市镇。总面积9.11平方公里，人口1216人，人口密度133.5人/平方公里（2009年）。ISTAT代码为060057。